# Gonça
Gonça es una freguesia portuguesa del concelho de Guimarães, con 7,79 km² de superficie y 1.045 habitantes (2001). Su densidad de población es de 134,1 hab/km².